# Norbert Eder
Norbert Alban Eder (Bibergau, Alemania Federal, 7 de noviembre de 1955-Stephanskirchen, Alemania, 2 de noviembre de 2019) fue un jugador y entrenador de fútbol alemán. En su etapa como jugador profesional se desempeñaba como defensa.

## Fallecimiento
Eder murió el 2 de noviembre de 2019 tras una larga enfermedad, a la edad de 63 años, a cinco días de cumplir 64.

## Selección nacional
Fue internacional con la selección de Alemania Federal en 9 ocasiones. Jugó la final de la Copa del Mundo de 1986, donde su selección perdió ante Argentina por 3-2.

### Participaciones en Copas del Mundo
| Mundial                        | Sede   | Resultado  | Partidos | Goles |
| ------------------------------ | ------ | ---------- | -------- | ----- |
| Copa Mundial de Fútbol de 1986 | México | Subcampeón | 7        | 0     |

## Clubes

### Como jugador
| Club                | País             | Año       |
| ------------------- | ---------------- | --------- |
| FC Núremberg        | Alemania Federal | 1974-1984 |
| FC Bayern de Múnich | Alemania Federal | 1984-1988 |
| FC Zürich           | Suiza            | 1988-1989 |

### Como entrenador
| Club                     | País     | Año       |
| ------------------------ | -------- | --------- |
| DJK Rosenheim            | Alemania | 1992-1994 |
| DJK Rosenheim            | Alemania | 1995-1996 |
| FC Garmisch-Partenirchen | Alemania | 1996-1997 |
| TSV 1860 Rosenheim       | Alemania | 2006-2008 |
| TuS Holzkirchen          | Alemania | 2008      |

## Palmarés

### Campeonatos nacionales
| Título                | Club                | País             | Año  |
| --------------------- | ------------------- | ---------------- | ---- |
| 2. Bundesliga         | FC Núremberg        | Alemania Federal | 1980 |
| Bundesliga            | FC Bayern de Múnich | Alemania Federal | 1985 |
| Bundesliga            | FC Bayern de Múnich | Alemania Federal | 1986 |
| Copa de Alemania      | FC Bayern de Múnich | Alemania Federal | 1986 |
| Bundesliga            | FC Bayern de Múnich | Alemania Federal | 1987 |
| Supercopa de Alemania | FC Bayern de Múnich | Alemania Federal | 1987 |